# Active (アダルトゲームブランド)
Active（アクティブ）は、ソシエッタ代官山（東京都渋谷区）のアダルトゲームブランドである。2005年の作品を最後に活動を停止している。

## 概要
前身は1991年、京都市東山区で創業の有限会社アクティブ。後に株式会社へ改組し、1995年10月に京都市下京区へ本社を移転。その間、1992年11月にコンピュータソフトウェア倫理機構（ソフ倫）設立に参加し、代表取締役社長の酒井道子が1993年4月より5年間にわたって理事長を務めるも、2000年頃からソフ倫内部での路線対立が表面化し、ソフ倫を脱退する。
2004年に同業のソシエッタ代官山へ事業と人員を譲渡し、同年11月1日付で株式会社アクティブが解散すると同時に、商業登記においても解散の登記がなされた。
ソシエッタに移譲後、2005年5月に発売された『SEVEN』を最後に新作は出しておらず、活動を事実上休止した。
その後、2006年5月には公式サイト更新時に新ブランド「くるりアクティブ」の立ち上げを発表。旧作の廉価版再発売の他、DVD-PGへの移植作品の開発が主体となっている。なお、同ブランドのJANコードは旧Active本社と同所在地の有限会社エイムハイに割り当てられている。
2009年11月末には公式サイトが消滅し、それ以降の活動状況は不明となった。
メインレーベルである「Active」のほか、サブレーベルに「e`clar（えくれあ）」「ETOILE（エトワール）」「CHOCO（ちょこ）」などがある。

## 主な作品

### Active
- 3太くん（1991年7月19日）
- 花よりダンゴ（1991年11月8日）
  - 花よりダンゴ2（1993年2月10日）

- クイズ番長（1992年2月8日）
- 麻雀幻想曲（1992年6月6日）
  - 麻雀幻想曲II（1993年8月6日）
  - 麻雀幻想曲III（1995年9月14日）

- if 〜イフ〜（1993年4月29日）
  - if2 〜イフ2〜（1993年10月16日）
  - if3 〜イフ3〜（1995年3月3日）

- GUN BLAZE（1994年10月21日）
- 櫻の杜（1996年3月15日）
- くすり指の教科書（1996年4月5日）
  - くすり指の教科書2（1997年7月31日）

- Angel Halo 〜エンジェル・ハイロウ〜（1996年10月17日）
- みさとちゃんの夢日記（1997年4月11日）
- HEARTWORK Symphony of Destrucion（1997年12月19日）
- 恋のフローティングマイン（1998年6月18日）
- GONE 〜過ぎ去りし日々〜（1998年10月16日）
- アクティブ恋愛方程式（1999年1月11日）
- スタ★グラ～Star Graduation～（1999年10月4日）
- Hello Again（2000年5月26日）
- Bible Black -La noche de walpurgis-（2000年7月14日）
- ねがぽじ 〜お兄ちゃんと呼ばないでっ!!〜（2001年4月6日）
  - ねがぽじファンディスク〜ひとつ屋根の下で〜（2002年1月25日）

- FEARLESS（2002年5月10日）
- DISCIPLINE -The record of a Crusade-（2002年8月30日）
- SEVEN -Sympathy for the Fairies-（2005年6月3日）

### e`clar
- Moonlight Sonata（2001年1月19日）

### ETOILE
- Handle with care..（2001年4月6日）

### CHOCO
- ME・GA・MI 〜女神ちゃんGET大戦略!?〜（2000年10月13日）

## 主なスタッフ
原画
- あきやまけんた
- 風上旬
- 九郎乃
- しぃけんしゃる
- 聖少女

シナリオ
- 聖少女
- ぱか